# Marie Laveau
Marie Catherine Laveau, född 10 december 1801, död 15 juni 1881, var en kreolsk-amerikansk voodoo-praktiker. Hon betraktas som ett folkhelgon inom utövare av voodooreligionen. Hon är en viktig gestalt i legendfloran i New Orleans och USA och är en av historiens mest berömda gestalter inom voodoo, och har ofta betecknats som voodooprästinna och voodoodrottning.

## Biografi
Marie Laveau var illegitim dotter till den  fria färgade Marguerite Henry D'Arcantel, som var av indianskt, franskt och afrikanskt ursprung, och den vita politikern och juristen Charles Laveau Trudeau (1743–1816), som en tid var borgmästare i New Orleans. 
Hon gifte sig 1819 med den vite snickaren och flyktingen Jacques Paris från Saint Domingue (död 1820), med vilken hon hade åtminstone två döttrar, och hade sedan till hans död ett förhållande med den vite Christophe Glapion (död 1855), med vilken hon hade åtminstone sju barn. 
En av hennes döttrar var Marie Laveau II (1827–1862), som liksom sin mor blev en berömd voodoo-praktiker, och som ofta har förväxlats med henne. 
Det är känt att hon ägde ett antal slavar under sin livstid.

### Karriär
Marie Laveau arbetade formellt som hårfrisörska, med en kundkrets inom den vita plantagearistokratin i New Orleans. 
Hon betraktades som synsk och blev berömd för sin påstådda förmåga att kunna förutse händelser i sina kunders liv. Hon omtalades som professionell utövare av voodoo, och påstås ha utfört magiska tjänster mot betalning.  
Hon var verksam som naturläkare och barnmorska. På så sätt nådde hon en viss framgång och ansågs skicklig i att bota sjukdomar. Det ryktades om att hon fått sin förmåga med hjälp av voodomagi. Det finns även en misstanke om att hon haft ett nätverk av informatörer, bland annat bland tjänarna hos sina förmögna kunder, vilka kunde förse henne med information som hon sedan använda i sin verksamhet som siare. 
Marie Laveau är föremål för en enorm legendflora, och det är svårt att avgöra vad som är sant och vad som senare lades till när legenden om henne utvecklades.  Vad som är bekräftat är att hon var en under sin livstid välkänd och respekterad utövare av voodoo, och hade en ledande roll inom stadens voodoo-utövare.

## Legendflora
Marie Laveau blev redan under sin livstid föremål för en legendflora, som växte ytterligare efter hennes död.  Hon har beskrivits som den hemliga drottningen och översteprästinnan för alla anhängare av voodooreligionen i New Orleans. Hon tillägnades en närmast religiös dyrkan av sina anhängare och var en ledare vid hemliga ritualer. 
En av legenderna berättar att hon ägde en orm som tilltroddes magiska förmågor, och som hade namnet Zombi efter en afrikansk gud. 
Hon tilltroddes magiska förmågor inte bara av sina anhängare bland New Orleans färgade voodoopraktiker, utan även av de vita kunder hon hade i egenskap av hårfrisörska och som köpte magiska tjänster av henne för olika ändamål. 

## Konstnärliga bearbetningar
Marie Leveau är huvudperson i den biografiska skräckromanen The Voodoo Queen (1956) av Robert Tallant. 
Hon har gestaltats av skådespelaren Angela Bassett i säsong 3 av TV-serien American Horror Story: Coven (2013) och säsong 8 av American Horror Story: Apocalypse (2018).
En låt med namnet "Marie Laveau" finns med på det danska rockbandet Volbeats sjätte studioalbum “Seal The Deal & Let’s Boogie” (2016).